# Ben Coakwell
Ben Coakwell (født 25. juni 1987) er en canadisk bobslædefører. Han repræsenterede sit land under de olympiske vinterlege 2014 i Sochi, hvor han sluttede på en 30. plads i firer-bob.
Under Vinter-OL 2022 i Beijing vandt han bronze i firer-bob.